# オリガ・ロザノワ

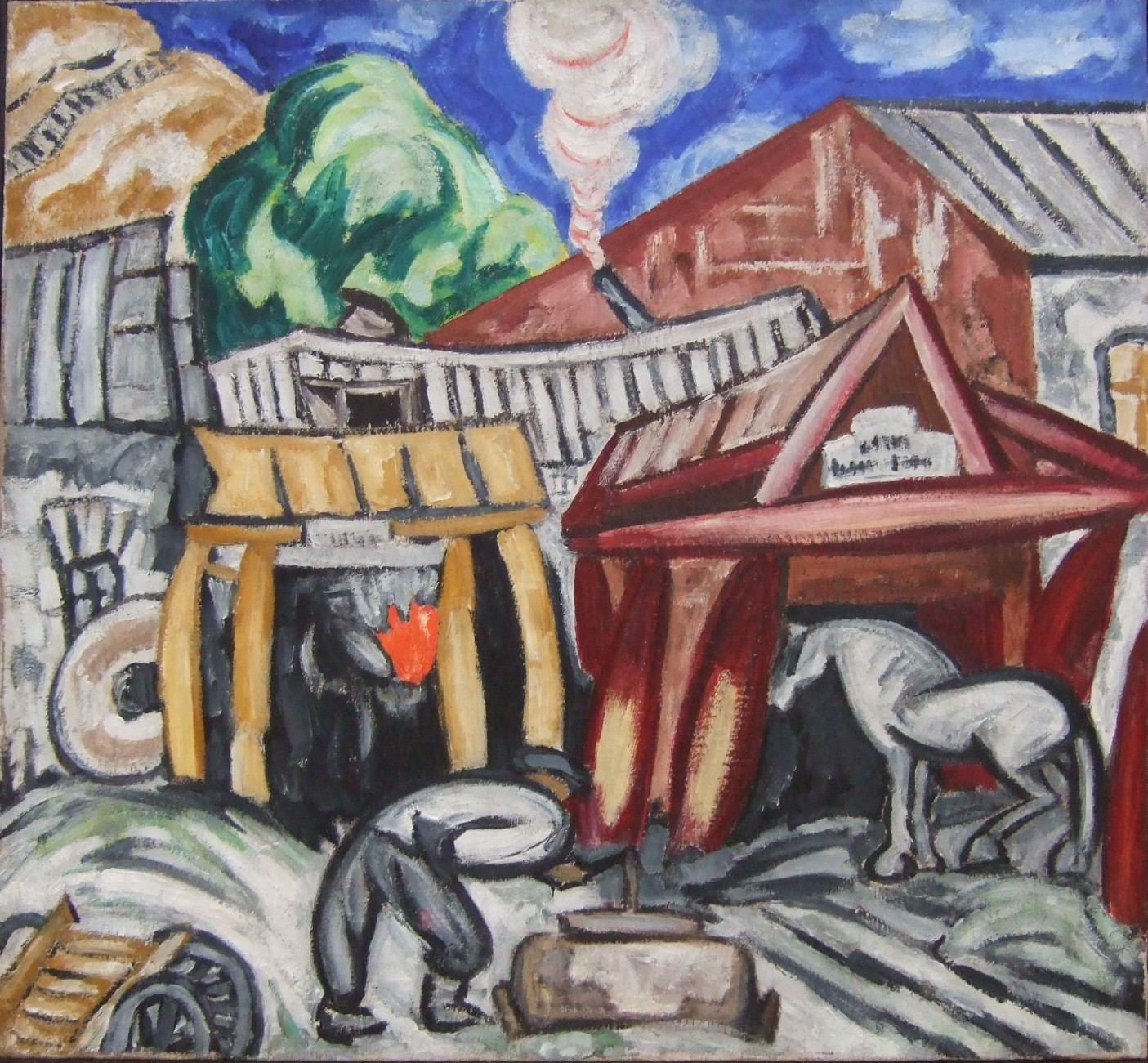
ロザノワ作 "Smithy" (1912)

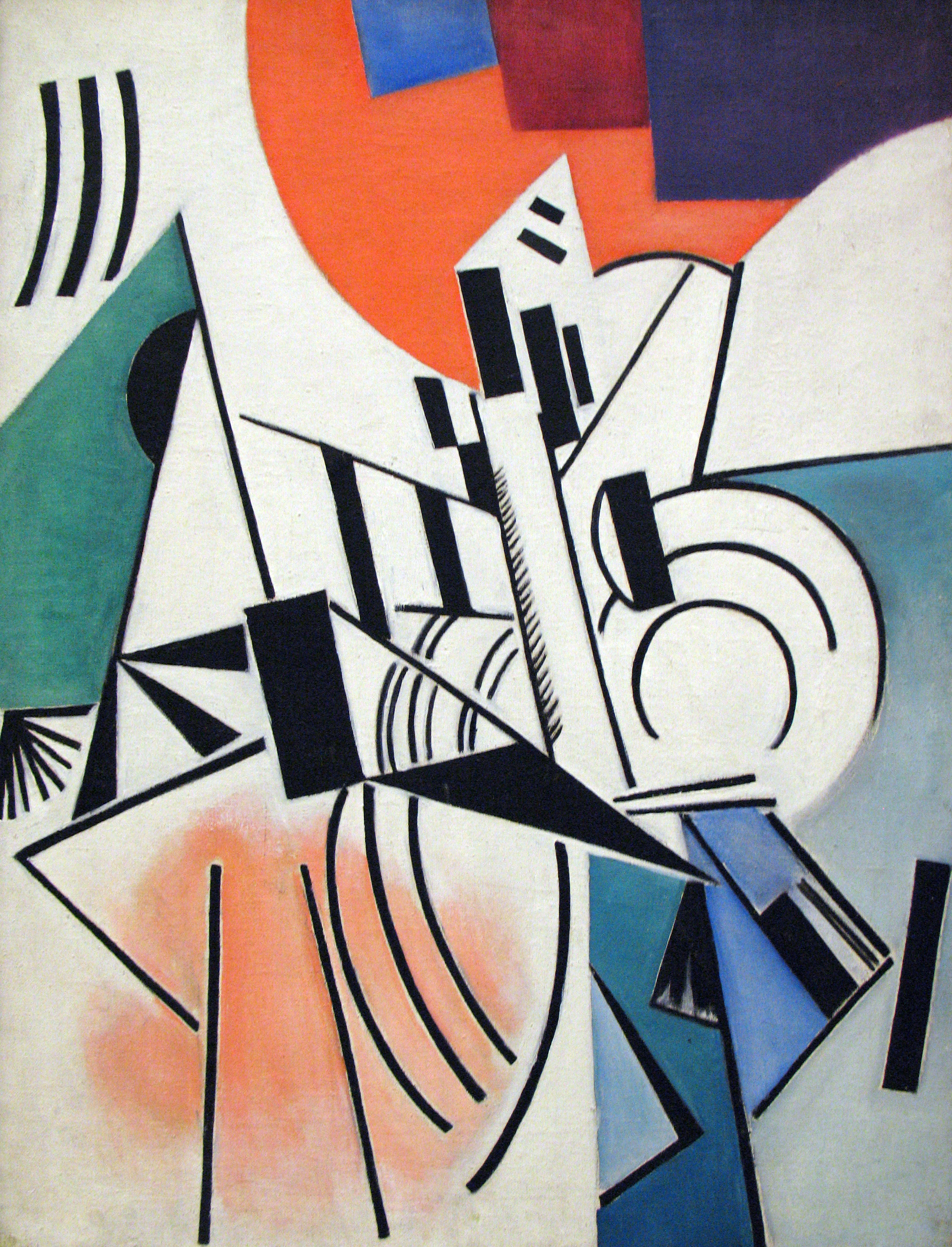
"Non-Objective Composition (Suprematism)" (1916/1917

オリガ・ウラジミーロフナ・ロザノワ（ロシア語: О́льга Влади́мировна Ро́занова、英語: Olga Vladimirovna Rozanova、1886年7月3日（ユリウス暦6月22日） - 1918年11月7日）は、ロシアの画家、グラフィックアーティスト、本、装飾を応用した芸術家、芸術に関する記事の著者、詩人。独特の色彩感覚を持つロシアの前衛の最大の代表者の一人。ネオ・プリミティヴィスム、立体未来派など前衛のいくつかの方向性を通過した後、数十年にわたる抽象芸術の発展を予想して、シュプレマティスムを通してカラー絵画に進出。メレンキ生まれ。1917年、20世紀の非客観的な絵画の傑作の1つである「グリーンストライプ」の絵を作成。数年間、アレクセイ・クルチョーヌイフと親密な関係にあった。モスクワで死去。

## 生涯
オリガ・ロザノワは、1886年7月3日（6月22日）、ウラジミール州のメレンキの町で生まれた。父は、地区警察署長、大学の査定官であったウラジミール・ヤコブレヴィチ・ロザノフ。母は、司祭の娘であったエリザヴェタ・ワシリーエヴナ・ロザノワ（旧オルロワ）。家族では、最年少のオリガに加えて、アレブティナ、アナトリー、アンナ、ウラジミールの4人の子がいた。メレンキでのロザノフ家は、ポクロフスキー大聖堂からさほど遠くないカザンスカヤ通りに独自の木造住宅を所有していた。1886年7月8日（6月26日）、大聖堂で、オリガ・ロザノワはバプテスマを受けた。
1896年、ロザノフ家はウラジミールに移り、旧市街の中心にあるボリソグレブスカヤ通り（現在はミュージアム通り）にあるオリガの母親の家に定住した。ここでは、1896年から1904年にかけて、オリガは女子ギムナジウムで学ぶ。このあいだ1903年に父死去。ギムナジウム卒業後、モスクワに赴いて絵画を学んだ。モスクワでは、彼女は第3トヴェルスカヤヤムスカヤ通りに部屋を借りた。1904年から1907年にかけて、ロザノワはアナトリー・ペトロヴィチ・ボルシャコフ（ミャスニツキー地区）による絵画と彫刻の私立美術学校で学んだ。この時代の学生の素描は、ロザノワの最も初期の作品の1つである、。
1907年8月、ロザノワは帝室ストロガノフ中央工芸学校に入学しようとしたが、拒否され、私立画学校で勉強を続けた。芸術評論家であり、ロザノワ作品の専門家N. A.グリャノワは、彼女が監査役としてしばらくの間学校に通うことができたと信じている。
1907年の終わりに、ロザノワはコンスタンティン・F・ユオン美術学校に入学した。N. A. グリャノワによれば、この学校でのレッスンはロザノワの創造的な発展に最も大きな影響を与えた。1900年代後半、ロザノワが1907年に友達になった将来の前衛芸術家、リュボフ・ポポワ、ナデジダ・ウダルツォワ、アレクセイ・クルチョーヌイフ、セルゲイ・シャーシュンは、ユオンのワークショップで絵や絵画を学び、1910年までには、ロシア芸術界に知られる存在となる。1914年から1915年にはワルワラ・ステパノワに学んだ。
1910年の初めにサンクト・ペテルブルクでニコライ・クルビンと出会い、彼を通じてミハイル・マチューシンとエレーナ・グロと出会った。そのアパートで彼女は芸術家協会「青年団」の創設に参加した。1911年、ロザノワはモスクワからサンクト・ペテルブルクに移り、E.N.ズヴァンツェワの美術学校に入学した。そこで、ムスチスラフ・ドブジンスキーとクジマ・ペトロフ＝ヴォートキンがそのときに教えていたが、すぐに彼女を去った。その後、彼女はパーヴェル・フィローノフ、カジミール・マレーヴィチ、ウラジーミル・タトリン、ウラジーミル・マヤコフスキー。サンクト・ペテルブルクに移った後、ロザノワは「青年団」のすべての展覧会に参加し、その最も積極的なメンバーの1人となった。
1912年、ロザノワは未来派の詩人、ヴェリミール・フレーブニコフとアレクセイ・クルチョーヌイフに会った。後者の場合、彼女は親密な関係にあり続けていた。もっとも、彼らは何度か別れて、長い間一緒に暮らすことはなかった。彼は彼女にロシア未来派の概念であるザウム（超意味言語）の詩を紹介。これは、固定された意味がなく、常に鳥が使用する新奇性のない言語である。ロザノワは自分の詩をそのスタイルで書き、ザウムの詩集を図解した。2例を挙げると、1つは『小さなアヒルの巣の悪い言葉』と『爆発』（両方とも1913年の作品）である。クルチョーヌイフとともに、ロザノワは新しい種類の未来派の本であるサモピスモを発明し、そこで彼はイラストとテキストを文字通り結びつけた。同年1月、彼女の2つの作品、「肖像」と「静かな暮らし」は、「青年団」展に登場。この展覧会は、モスクワを拠点とするミハイル・ラリオーノフ率いる芸術グループ「ロバの尻尾」初登場の集いでもあった。ロザノワはこの後にモスクワに旅行し、2つのグループ間の共同プロジェクトを確立しようとしたが、これらの交渉は失敗に終わった。
クルチョーヌイフとロザノワの創造的なコミュニティでは、ロシアの未来的な本のユニークなスタイルが作成された。1913年から1914年に、彼らはカラー・ヘクトグラフィーの技術を使用して、本『Te li le』を出版した。また、この頃、立体未来派に触発され、特にイタリア未来派作品に影響を受けた。1914年のフィリッポ・トンマーゾ・マリネッティのロシア訪問中に、マリネッティはロザノワの作品に非常に感銘を受けた。ロザノワはその後、1914年4月13日から5月25日まで開催されたローマでの第1回無料国際未来派展に4つの作品を展示した。展覧会には、アレクサンダー・アーキペンコ、ニコライ・クルビン、アレクサンドラ・エクステルなどのロシアのアーティストが出演しました。1914年「青年団」解散。1915年から1916年にかけて彼らは未来派の本でコラージュ方法を使用した。1915年、ロザノワはコラージュを使用して、クルチョーヌイフとアラグロフの『厄介な本』を図解し、同年12月、ペトログラードでの最後の未来の展示「0.10」展にヴォグスラフカヤ、マレーヴィチらと参加。1916年のアルバム『戦争』では、クルチョーヌイフの詩を描いた。同年、ロザノワはマレーヴィチ率いるシュプレムス協会に参加した。この時までに、彼女のスタイルはキュービズムやイタリアの未来派から純粋な抽象化へと進化しており、その構図は視覚的な重みと色の相互接続によって作成されている。同年、ロザノワは他の過激派芸術家（カジミール・マレーヴィチ、アレクサンドラ・エクステル、ニーナ・ゲンケ＝メラー、リュボーフィ・ポポーワ、クセーニア・ボグスラフスカヤ、ナデジダ・ウダルツォワ、イワン・クリウン、イワン・プニなど）と一緒に、ベルボフカとスコプツィの芸術家村で働いた。また、クルチョーヌイフの影響下で、ロザノワは悲惨な詩を書いた。1913年から1917年まで、主に夫が書いた19冊の本に描画装幀した。ロザノワはロシアの前衛芸術家の中で、挿絵を書くことにも専念した唯一の芸術家になった。
1917年の革命後、ロザノワは芸術の再編成に従事し、1918年からは美術人民教育委員会の美術の美術産業部門を率いた。さまざまな地方の町の自由国家美術学校で働いた。ボゴロツクでは、彼女はアレクサンドラ・エクステルと染色のデザインに取り組んだ。さらに、ロザノワはプロレトクリトのさまざまな行動に参加した。アレクサンドル・ロトチェンコとのコラボレーションにより、ますます抽象的な作業スタイルが生まれ、構成は視覚的な重み付けと色の相互作用から作成された。
1917年から1918年にかけて、ロザノワは、彼女が「ツヴェトピス」と名付けた一連の非客観的な絵画を作成した。 1918年に成立した「グリーンストライプ」としても知られる彼女の非客観的構成は、一部の抽象表現主義者の平らな画面と色の詩的なニュアンスを先取りしていた。
10月革命1周年の準備に取り組んでいる間に風邪をひき、その後、流行中のジフテリアに罹患して1918年11月7日、ロザノワは32歳でソルダテンコフスカヤ病院（現在はボトキン病院）において死去した。ノヴォデヴィチ女子修道院に埋葬された。墓は失われた。ロザノワの名が、イワノヴォ・ヴォズネセンスク美術学校に与えられた。
彼女の作品はロシア国内のみならず、アメリカでもニューヨーク近代美術館、フィラデルフィア美術館、カーネギー美術館、ハーバード美術館のコレクションに収蔵されている。

## 献呈作品
- アレクセイ・クルチョーヌイフによる詩の本『掲揚』（1913年）は、ペトログラードの最初の芸術家であるロザノワへの献呈出版。
- 1915年のウラジミール・マヤコフスキーによる碑文「スヴェトロイO.V.R.―これらの節」において3つの詩のサイクルをロザノワに献呈。

## 展示会

### 個人展
- 1918年（12月）-1919年（3月）-モスクワ、最初の国家展。 ロザノワによる絵画、研究、スケッチ、ドローイングの遺作展。
- 1992年-モスクワ、レニングラード、ヘルシンキ。 ロザノワ1886-1918。
- 2003年-モスクワ、モスクワ芸術センター。 「ロシアの前衛的な心の貴婦人」。
- 2007年-モスクワ、トルマチの展示ホール（トレチャコフ美術館）。 「……世界が変容するのを見る」。

### グループ展への参加

#### 生涯展
- 1911年（4月）-サンクトペテルブルク、「青年団」。
- 1912年（1月）-サンクトペテルブルク、「青年団」。
- 1912年（3月）-モスクワ、絵画、彫刻、建築学部、芸術家「ロバの尻尾」と「青年団」の共同展覧会。
- 1913年（10月）-サンクトペテルブルク、北東芸術局ビビナ。現代絵画の常設展。
- 1913年（10月）-1914年（1月）-サンクトペテルブルク、「青年団」。
- 1914年（4月-5月）-ローマ、スプロヴィエリギャラリー、国際無料未来派展。ロシアセクション。
- 1915年（3月）-ペトログラード、芸術奨励のための帝国協会の小さなホール、絵画の最初の未来展示「トラムB」。
- 1915年（4月）-N. E.ドビキナ芸術局ペトログラード、左流による絵画展。
- 1915年（12月）-ペトログラード、最後の未来の展示0.10。
- 1916年4月-N. E.ドビキナ芸術局ペトログラード、現代ロシア絵画。
- 1916年（11月）-ダイヤモンドのジャック、モスクワ。
- 1917年（11月〜12月）-モスクワ、ダイヤモンドのジャック。
- 1917年（12月）-モスクワ、現代装飾美術の第2回展覧会「募集」。
- 1918年（4月）-トビリシ、モスクワの未来派の絵画とドローイングの展示。
- 1918年（5月から7月）-モスクワ、モスクワの芸術家の労働組合による最初の絵画展。

#### ロシアの前衛（1919-1927）の最も重要な初期の展示
- 1919年（4月-6月）-ペトログラード、アート作品の最初の州無料展。
- 1919年-モスクワ、X州展。 非客観的な創造性と至高主義。
- 1919年-ヴィテプスク、地元とモスクワの芸術家による絵画の最初の州展。
- 1920年-カザン、カザンでの芸術と科学の最初の国家展。
- 1922年-ベルリン、最初のロシア美術展。
- 1927年-レニングラード、アートの最新トレンドの展示。

#### XXI世紀の展覧会
- 2018年（11月）—2020年（5月）-ロストフ・ヴェリーキー、「コメットテール」（ロザノバの失われた作品を記念して）。 アーティストの死の100周年と一致するタイミング。

## 記念事業
- 2016年2月にウラジミールで、地域行政の文化省とウラジミール市の行政の支援を受けて、エイドス文化センターの努力により、科学会議「オリガ・ロザノワ―地域、国、世界」が開催された。有名な科学者のアンドレイ・サラビャノフ、ヴェラ・テレキナ、およびその他の専門家が会議に参加。
- 2016年11月、オリガ・ロザノワ・センターがウラジミールに開設された。ロザノワセンターの事業計画には、研究、専門家、教育、芸術、出版活動が含まれる。